# 水雷

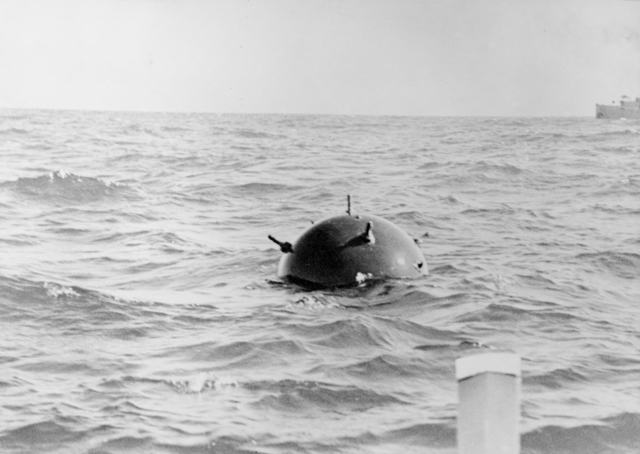
早期漂浮式水雷，由磁力引爆，無特殊功能且容易誤傷

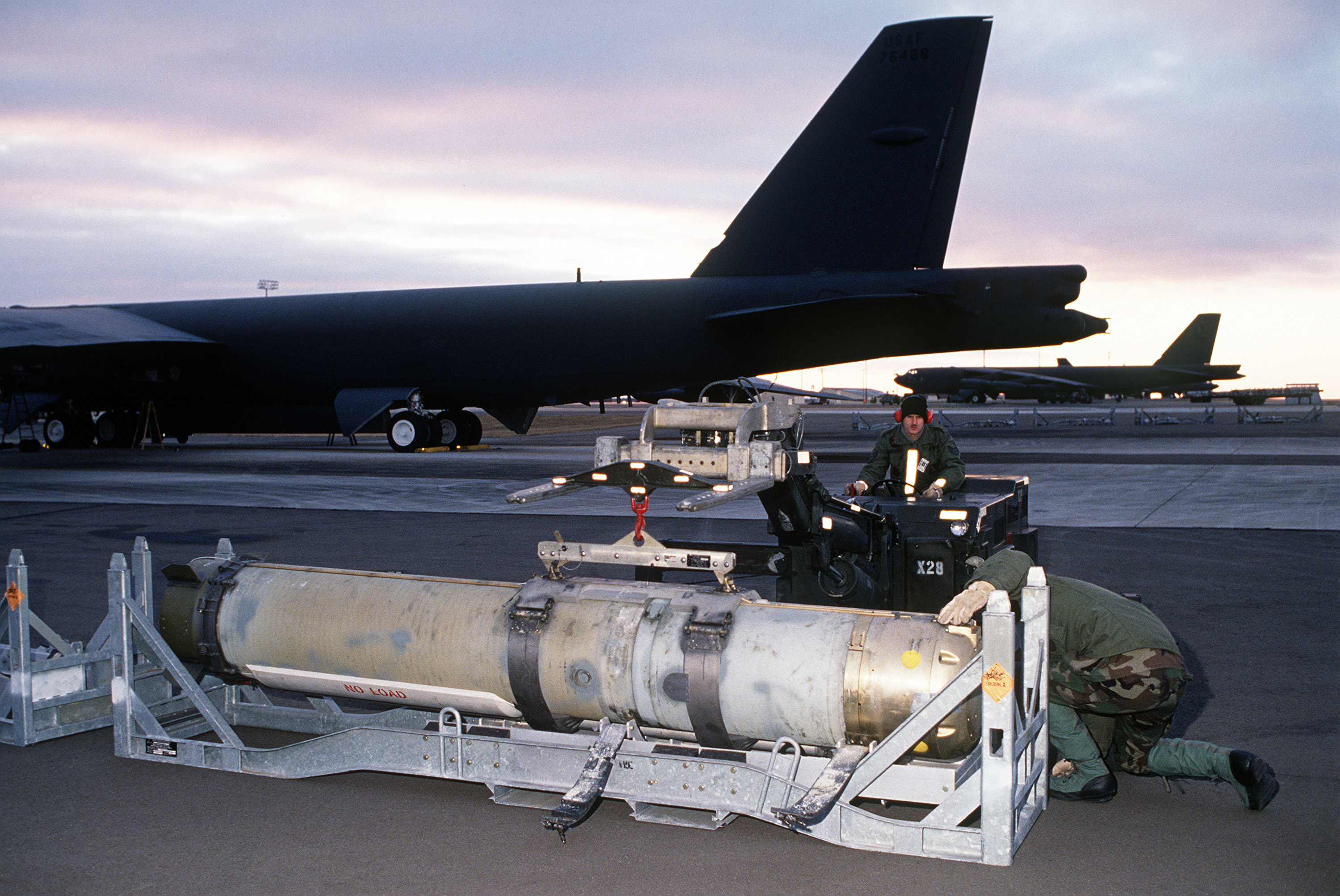
美軍B-52準備投放CAPTOR水雷，以魚雷改裝，能辨認敵友民船聲紋後再進入攻擊模式

水雷（英語：Naval mine）是一種放置于水中的针对舰艇或潜艇的爆炸装置。與深水炸弹不同的是，水雷是预先施放，早期水雷大都漂浮于水面，近代水雷大都沉於淺海或港口附近海底，由舰艇靠近或接触而引发的，这一点类似于地雷。和鱼雷不同，它没有推进力。水雷在进攻中可以封锁敌方港口或航道，限制敌方舰艇的行动；在防御中则可以保护本方航道和舰艇，为其开辟安全区。
水雷的施放方式多种多样，可以由专门的布雷艇施放，也可以由飞机、潜艇等施放，甚至可以在本方控制的港口内手工施放。其造价可以十分便宜，但现在隨著智能化，也有造价达到上百万美元的先進水雷，这种水雷多装备有复杂感測器的偵測力，其战斗部往往是小型导弹或鱼雷。
相對於戰艦，水雷的低造价和易于铺设，使得其成为非对称战争中经常使用的一种武器，一般来说，清除水雷的成本是其铺设成本的10倍到200倍。时至今日，一些二战时铺设的水雷由于成本原因仍未被清除。国际法规定，当战斗的一方铺设水雷时，必须明确宣告其范围，以便民用船只避开，但实际上这条规定很难实行，在二战中，英国就只笼统宣称其在英吉利海峡、北海和法国沿海铺设了水雷。

## 歷史

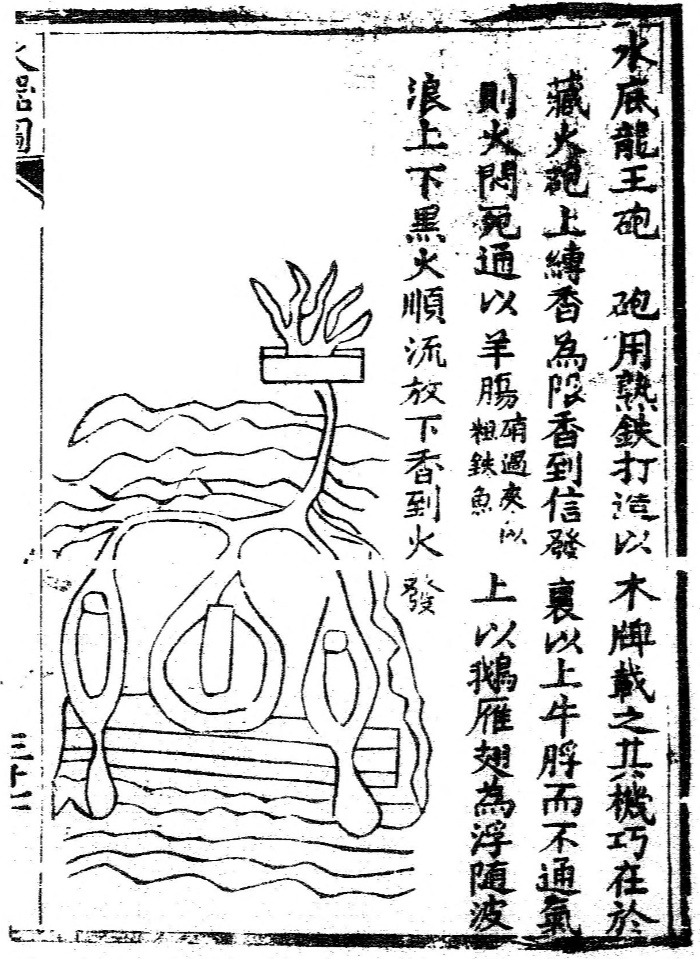
14世紀中國《火龍經》中的示意圖

相傳水雷由中國發明，明朝將領焦玉所著的《火龍經》就曾對其有相當詳盡的描述。亦有其他記錄講述了16世紀中國海軍使用炸藥，用於對抗倭寇。這種水雷裝在一個木箱裡，以油灰密封。明朝將領戚繼光造了數枚定時漂流炸藥，藉以騷擾倭寇船隻。明朝著名發明家宋應星於1637年所著的《天工開物》描述過一種以引線發動的水雷，由埋伏在岸邊的士兵拉動旋轉鋼輪火石裝置，產生火花，點燃水雷的導火線，將其引爆。
在西方，水雷的構想最早出現在伊麗莎白女王時代，不過真正能投入實際使用的水雷在18世紀的美國獨立戰爭時期才出現。

## 種類
由水雷佈置的型態可以分成下列數種：

### 繫留雷

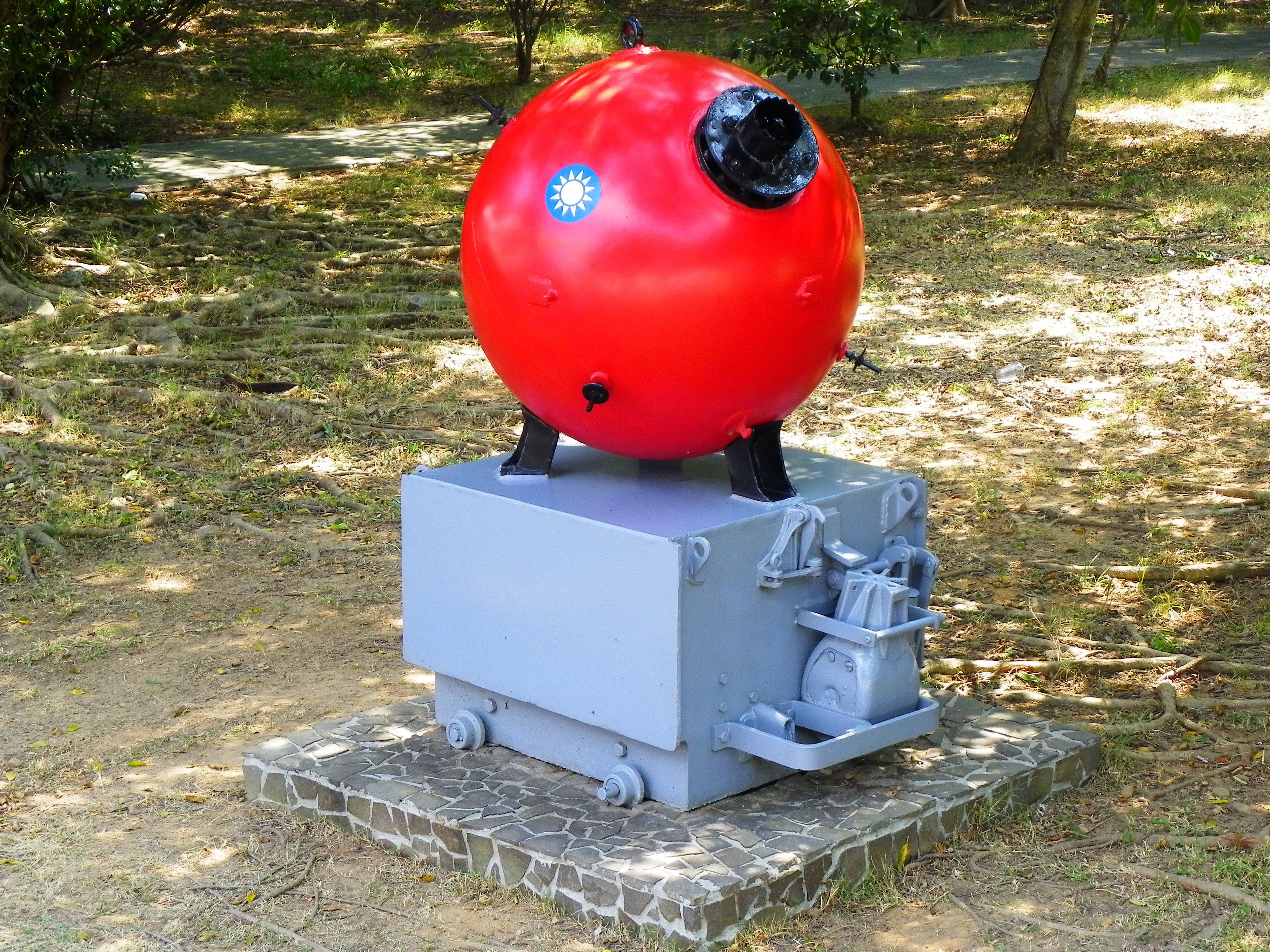
固定於成功嶺展示的中華民國海軍Mk 6繫留雷

简称“锚雷”。繫留雷是在水雷下方加上長索與重物，施放之後長索與躺在海底的重物保持連接，讓水雷能夠保持一定的深度與位置，不會受到潮流的變化而移動。這也是早期最常見的一種。

### 漂浮雷
簡稱“漂雷”。漂浮雷是一種浮在水面上，沒有任何繫流的水雷，施放之後漂浮雷會隨著潮流而移動，不受到人為的控制。由於部署地區無法保持一定，也無法有效的辨識敵我目標，對敵我雙方的目標具有相同的殺傷力，因此使用时必须注意误伤的可能性。屬於最早期的水雷。

### 沉底雷

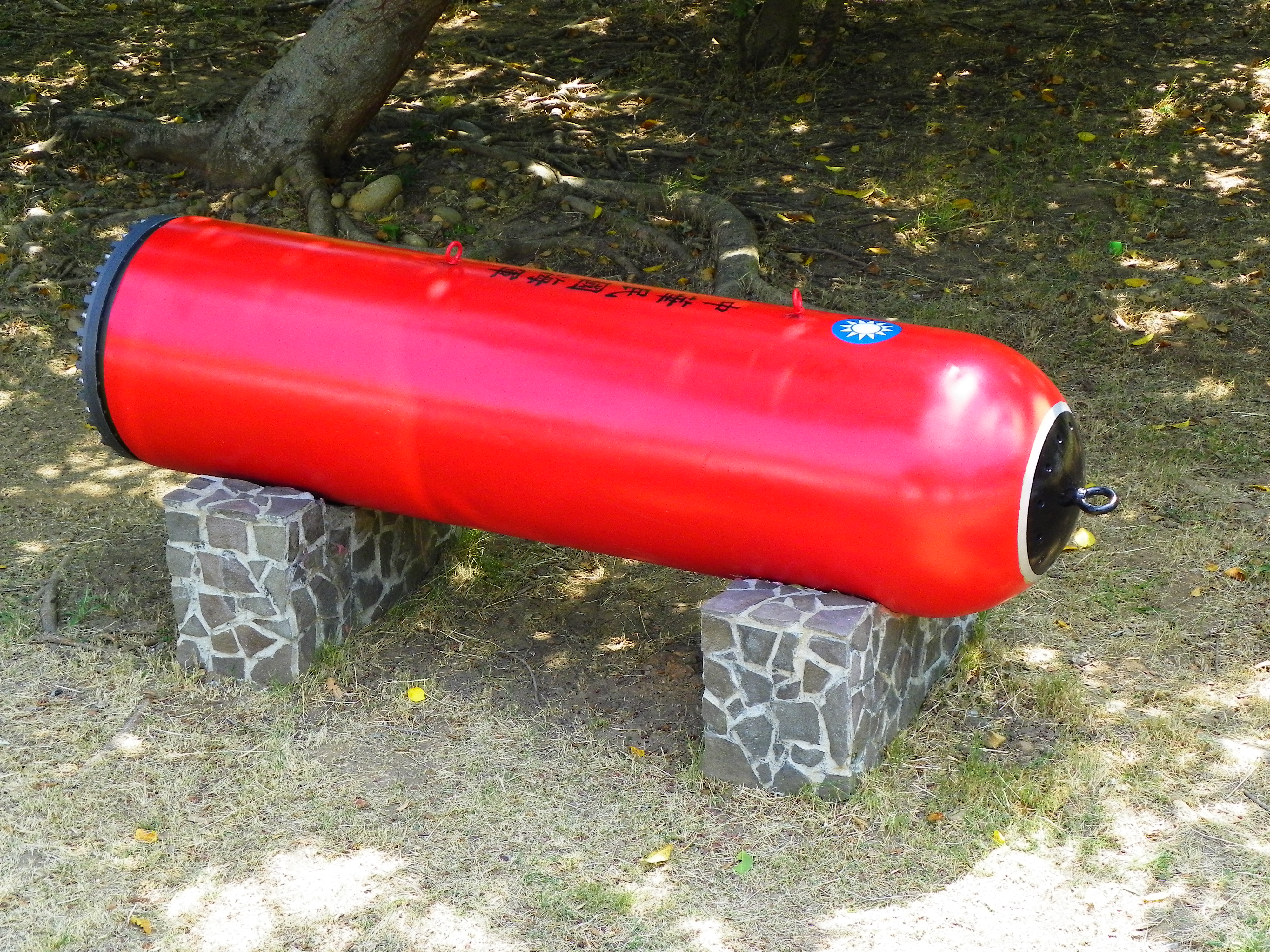
固定於成功嶺展示的中華民國海軍萬象二號沉底雷

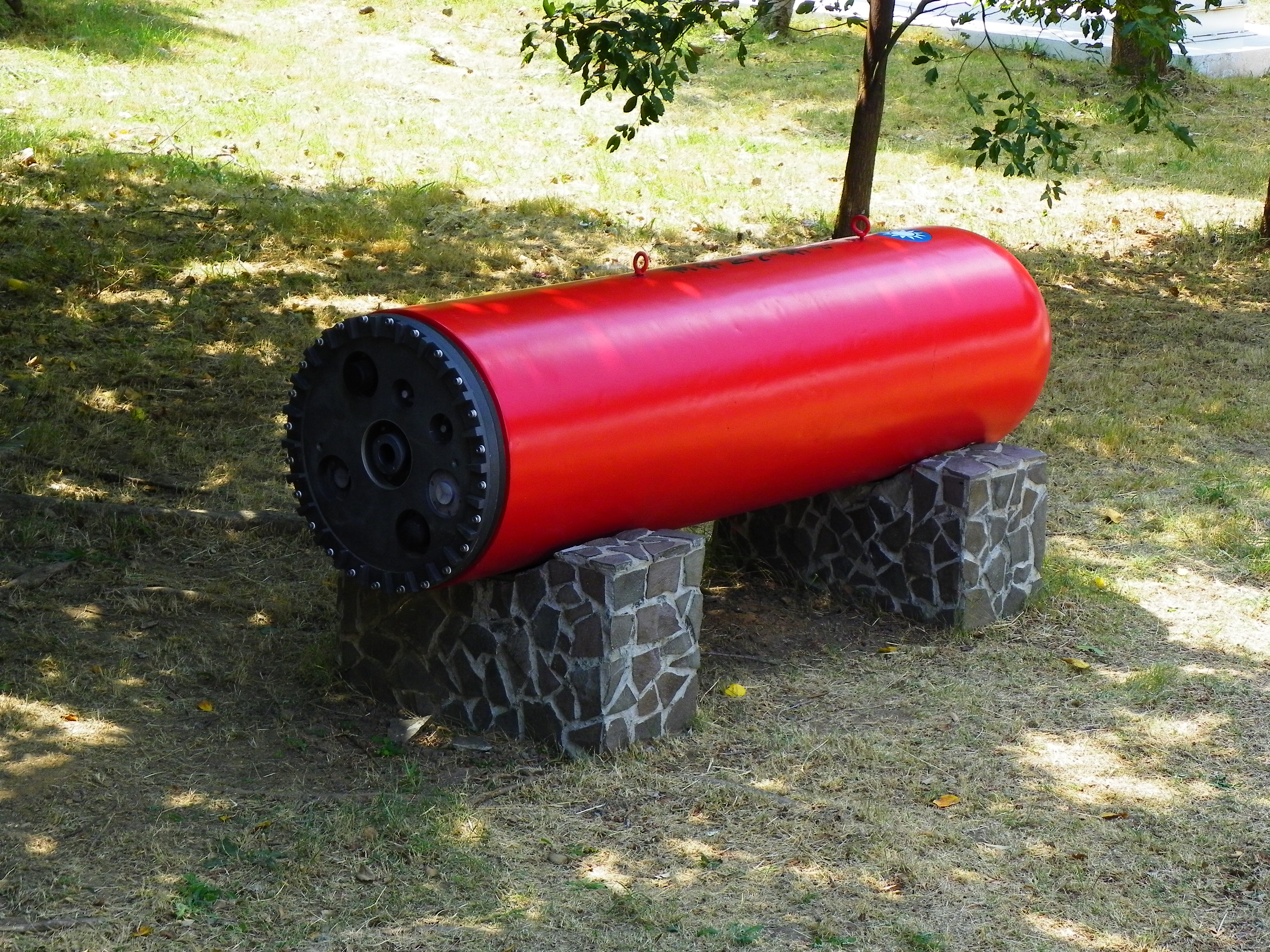
固定於成功嶺展示的中華民國海軍萬象二號沉底雷

沉底雷是直接躺在水底的設計，依靠自身的重量與地面的接觸來維持部署的位置。自從非接觸性引信運用到水雷設計上之後，沉底雷成為運用相當廣泛的水雷。現在所使用的水雷大都是沉底雷。

## 引爆方式
水雷用以引爆的機制有下列數種：

### 接觸
接觸是當物體與水雷碰撞，觸發內部的炸藥而達到攻擊的目的。接觸引信是最早使用於水雷的設計，同時也是水雷早期共通使用的引爆手段。
接觸引信有兩種常見的設計。一種是在水雷的外殼上安裝朝向不同方向伸出的觸角，當船體碰觸折斷觸角時，觸角內的硫酸瓶會破裂，藉由化學反應引爆。這種設計最早是俄羅斯於1855年使用。
另外一種設計是有一根長而細的電線自水面下的水雷伸出，利用小型的浮標讓電線伸出水面，當船體接觸的這個電線的時候，電位的差距會傳送到水雷上而引爆，最早是美國在1918年引入。

### 壓力
無論是水面上或者是水中的船隻，都會對下方的區域產生壓力的變化，排水量愈大的船隻，影響愈顯著。壓力引爆屬於非接觸性的一種，當船隻通過的時候，水雷內部的感測器在判斷壓力發生變化時就會啟爆。由於不需要與船隻接觸，只要通過水雷附近都可能引發，有效範圍較大。比較精密的引信還可以針對預先設定的噸位以上的船隻出現時才會爆炸，以增強破壞效果。

### 聲響
船隻在運動的時候難免會發出聲響，尤其是動力系統發出的訊號，音響引信利用船隻發出的聲音訊號作為引爆的依據，不需要與物體有直接的接觸，有效範圍較大。較為精密的設計還可以針對特定的訊號來源。

### 磁性
絕大多數的船隻在結構上是以會與地球磁場產生交互影響的材料建造，當船隻通過水雷附近區域時，週遭的磁場會受到干擾而產生變化。水雷利用內部的感測器判讀磁場的變化來決定引爆的時機。因為是非接觸性設計，有效範圍較大，但是在磁場不穩定的區域可能無法有效工作或者是發生意外爆炸的情況。
鱼雷的磁性引信也通过类似的手段工作。对于磁性触发，舰艇通常采用消磁手段以减少触发范围。磁性水雷最初是英國首先使用於1918年使用於比利時外海，隔年又在蘇聯附近的海域使用。到了第二次世界大戰時期，德國和英國都有大量使用的紀錄。

### 數目
較為精密的非接觸引信設計，可以綜合前述的引信，加上數目記憶的功能，也就是水雷不會在偵測到第一個符合引爆設定的目標時就啟動引信，而是會紀錄偵測到的目標數目，直到累積的數量與預先設定相符合的時候才有作用。這種引信可以避開一些掃雷的手段，達到欺騙的效果。

### 遙控
以防禦性質部署的水雷可以利用有線或者是無線的方式，由岸上或者是船上的管制中心在適當的時機引爆，其中又以有線的方式最常使用。這種引爆方式只有再收到指定的訊號時才會爆炸。挪威在沿岸地區部署許多這一種水雷，曾經利用引爆的方式將蘇聯侵犯領海的潛艇逼迫上浮。

## 伸延閱讀
- Robert Gardiner，Navies in the Nuclear Age， Chartwell Books，INC.，ISBN 0785814159

## 外部連結
- Manual for submarine mining （页面存档备份，存于） (1912) by United States War Department (Document no. 399)
- Technical details of German Second World War sea mines 的存檔，存档日期4 October 2011.
- 'Stonefish' – a British influence mine (archived 6 December 2008)
- Development of Minewarfare 的存檔，存档日期8 September 2019.
- List of various mine types (archived 3 November 2013)
- Description of mines used by the United States 的存檔，存档日期18 December 2014.
- Henry Norton Sulivan: a depiction of early Naval Mine 的存檔，存档日期28 August 2011.
- Belgian-Netherlands Naval Mine Warfare School, NATO Center of Excellence (archived 12 November 2011)
- W.L.Clowes in 1855 的存檔，存档日期28 August 2011.
- Popular Science, March 1940, Can Mines Conqueror Sea Power 的存檔，存档日期6 May 2023.
- Popular Science, November 1943, Mine Killers at Work 的存檔，存档日期15 April 2023.
- "Fighting The Submarine Mine – How Navies Combat A Deadly Sea Weapon" October 1941 的存檔，存档日期6 May 2023.
- "Mines Are Dirty Tricks" , February 1951 的存檔，存档日期15 April 2023. updates to above article on naval mines due to Korean War and types and measures against